# Harpago chiragra
Harpago chiragra is een soort van in zee levende slakken, behorend tot de familie Strombidae en het geslacht Harpago.
De soort komt vooral voor in de zee rond de Filipijnen. De slak kan tot 200 millimeter lang worden.